# 大西洋理工大学
大西洋理工大学（英語：Atlantic Technological University）是爱尔兰一所理工大学，也是该国第四所理工类大学。经过多年的讨论与规划后，2021年10月宣布设立计划，并于2022年4月1日正式成立。
大西洋理工大学由三所理工学院合并组成，分别是高威美亚理工学院、莱特肯尼理工学院、斯莱戈理工学院，新大学将接管这些机构的所有职能与运营。